# Мароция
Марòция (на италиански: Marozia, Mariuccia, Maria, Mariozza; * 892 г.; † 932 г.), от рода на Графовете на Тускулум, е дъщеря на граф Теофилакт I от Тускулум и на Теодора I. Тя господства в Рим през първата половина на X век като самопровъзгласила се сенаторка („senatrix) и „римска патриция“ ( „patricia Romanorum“).

## Биография
Тя се омъжва през 905 г. първо за граф Алберих I, от когото има синовете Алберих II, Сергий и Константин. Вторият ѝ брак е през 926 г. е с граф Гвидо (Видо) от Тусция († 929), който скоро умира. Третият ѝ брак е през 932 г. е с Хуго I от Виен, крал на Италия. Освен това тя е вероятно любовницата на папа Сергий III и има от него син, който става също папа (Йоан XI.
От 914 г. тя владее Папската държава, а папите Йоан X, Лъв VI, Стефан VII и Йоан XI са напълно зависими от нея. Времето, в което Мароция доминира в световната и църковна политика на Рим, е влязло в историята като Епохата на порнокрацията (Господството на блудниците).
Около 932 г. Мароция (вероятно заедно с Йоан XI) е затворена от нейния син Алберих II, който взема властта в Рим. Това става при нейния опит да се короняса за императрица.
Нейният внук Октавиан също става папа под името Йоан XII. След 932 г. няма съобщения за нея. Вероятно умира в затвора.